# Kitti Municipality
Kitti Municipality är en kommun i Mikronesiska federationen.   Den ligger i delstaten Pohnpei, i den södra delen av landet, 11 km söder om huvudstaden Palikir. Antalet invånare är 6 007.